# Еріх Беренфенгер
Еріх Беренфенгер (нім. Erich Bärenfänger; 12 січня 1915 — 2 травня 1945) — німецький офіцер, учасник Другої світової війни, генерал-майор вермахту (з 28 квітня 1945 року), один з 160 кавалерів Лицарського хреста Залізного хреста з дубовим листям та мечами. Покінчив життя самогубством.

## Початок військової кар'єри
Призваний на військову службу в жовтні 1936, в піхотний полк. У квітні 1938 року в званні унтер-офіцера пройшов 4-тижневі курси підготовки офіцерів резерву, у листопаді 1938 року в званні фельдфебеля перейшов на службу в прикордонний полк. У квітні 1939 отримав звання лейтенанта резерву(тобто без закінчення військового училища) і призначений командиром взводу.
Напередодні початку Другої світової війни прикордонний полк, в якому служив лейтенант Беренфенгер, був перейменований в 123-й піхотний полк (у складі 50-ї піхотної дивізії).

## Друга світова війна
У червні 1940 року50-та піхотна дивізія взяла участь у завершенні Французької кампанії. Лейтенант Беренфенгер був поранений вже 6 червня до середини липня був на лікуванні у госпіталі, однак ще в червні отримав Залізні хрести обох ступенів.
З вересня 1940 лейтенант Беренфенгер обіймав посаду ад'ютанта батальйону.
У січні 1941 року50-та дивізія була передислокована з Німеччини в Румунії, після 22 червня 1941 року наступала в напрямку Одеси, Миколаєва, Перекопу, Севастополя.
У липні-серпні 1941 року в районі Миколаєва Беренфенгер був тричі поранений (отримав срібний знак за поранення), в кінці вересня 1941 (біля Перекопу) призначений командиром роти (отримав звання старшого лейтенанта). В листопаді (у Криму) знов був двічі поранений, отримав золотий знак за поранення і був нагороджений Золотим німецьким хрестом.
Наприкінці грудня 1941 (під Севастополем) тимчасово взяв командування батальйоном, з січня 1942 знову командир роти. У травні-вересні знову тимчасовий командир батальйону, з серпня 1942 — гауптман, нагороджений Лицарським хрестом. З жовтня 1942 — командир батальйону.
З листопада 1942 — в боях на Кавказькому напрямку. У травні 1943 нагороджений Дубовим листям (№ 243) до Лицарського хреста, з червня 1943 — майор.
З жовтня 1943 — знову бої в Криму (оборона). У січні 1944 нагороджений Мечами (№ 45) до Лицарського хреста з Дубовим листям.
З лютого 1944 — підполковник, у командному резерві.
З червня 1944 — інспектор гітлер'югенду в таборі військового навчання.
23 квітня 1945 призначений Гітлером військовим комендантом зони оборони Берліна. Наступного дня замінений генералом Вейдлінгом. 25 квітня наказом Гітлера підвищений з підполковника до генерал-майора і призначений комендантом оборони секторів А і Б в Берліні. 2 травня 1945 покінчив життя самогубством разом з дружиною та шурином.

## Нагороди
- Німецька імперська відзнака за фізичну підготовку в золоті
- Спортивний знак СА в золоті (12 листопада 1934)
- Медаль «За вислугу років у Вермахті» 4-го класу (4 роки)
- Залізний хрест
  - 2-го класу (12 червня 1940)
  - 1-го класу (21 червня 1940)
- Знак за поранення
  - у чорному (1 липня 1940)
  - в сріблі (9 серпня 1941)
  - в золоті (10 січня 1942)
- Штурмовий піхотний знак в сріблі (9 серпня 1941)
- Орден Корони Румунії, лицарський хрест з мечами (13 серпня 1941)
- Золотий німецький хрест (26 грудня 1941)
- Срібний почесний знак болгарської піхоти (7 лютого 1942)
- Орден «За хоробрість» 4-го ступеня (Третє Болгарське царство) (7 лютого 1942)
- Медаль «Хрестовий похід проти комунізму» (Румунське королівство) (23 травня 1942)
- Медаль «За зимову кампанію на Сході 1941/42» (5 серпня 1942)
- Лицарський хрест Залізного хреста з Дубовим Листям та Мечами
  - Лицарський хрест (7 серпня 1942)
  - Дубове листя (№ 243) (17 травня 1943)
  - Мечі (№ 45) (23 січня 1944)
- Почесна застібка на орденську стрічку для Сухопутних військ (14 серпня 1942)
- Кримський щит (2 листопада 1942)
- Почесне кільце і звання почесного громадянина міста Менден (4 березня 1944)